# A Deposição da Cruz
A Deposição da Cruz (em neerlandês, De Kruisafneming), é considerada a obra-prima do pintor flamengo Roger van der Weyden. É um óleo sobre tábua, pintado antes de 1443, provavelmente por volta de 1436. Mede 220 cm de alto e 262 cm de largo. É exibida atualmente no Museu do Prado de Madrid.
O tema é a Deposição da Cruz.

## História
Este quadro é a seção central de um tríptico pintado por encomenda da guilda ou confraria dos besteiros de Lovaina, para a capela que tinham na igreja Onze Lieve Vrouw van Ginderbuiten (Nossa Senhora de Extra-Muros). Em honra a tal guilda, o artista incluiu diminutas bestas nos ângulos da composição.
Na igreja de Lovaina esteve A Descida durante mais de cem anos. A colecionista de arte e regente dos Países Baixos Maria de Hungria, irmã de Carlos V, trocou-o por um órgão valorado em 1.500 florins e uma réplica pintada por Michel Coxcie. Segundo é acreditado documentalmente, por Vicente Álvarez, em 1551 estava na capela onde Maria de Hungria tinha a sua residência. O príncipe Filipe da Espanha viu-o durante uma viagem sua realizada pelos Países Baixos e adquiriu-o a sua tia. Em 1555, levou-o para Espanha.
De instruções posteriores aos pintores da corte por ocasião de uma restauração, resulta evidente que Filipe II da Espanha era afetado pela dolorida expressão das figuras. Mandou serem restauradas somente as partes danificadas das vestimentas e fundo, sem afetar as partes essenciais. Seguramente por petição sua, o pintor Juan Fernández de Navarrete (Navarrete o mudo) criou duas alas ou postigos em grisalha que devolveram a obra ao seu estado original como tríptico. Tais laterais foram depois perdidos.
Durante um tempo esteve na capela do Palacio Real de El Pardo nas proximidades de Madrid. Tanto gostava o rei deste quadro que em 1567 encarregou a Coxcie de novo uma réplica. Esta devia ficar no Prado, enquanto o original seria levado para decorar o Mosteiro do Escorial. Hoje em dia, esta cópia de Coxcie encontra-se no mosteiro do Escorial.
Durante a guerra civil espanhola do século XX a pintura foi levada da Espanha para Genebra. Regressou em 1939 e foi incluída na coleção do Museu do Prado, onde permanece hoje em dia. A última restauração é de 1992-1993.
Esta obra domina a pintura flamenga do século XV. Foi muito difundida pela Espanha e foi objeto de inumeráveis cópias. Deveu ganhar fama após ser realizada, porque já na década de 1430 foi feita uma réplica por um pintor desconhecido para a capela de uma família de Lovaina na igreja de São Pedro. Esta réplica está hoje no Museu Stedelijk de Lovaina.

## Análise do quadro

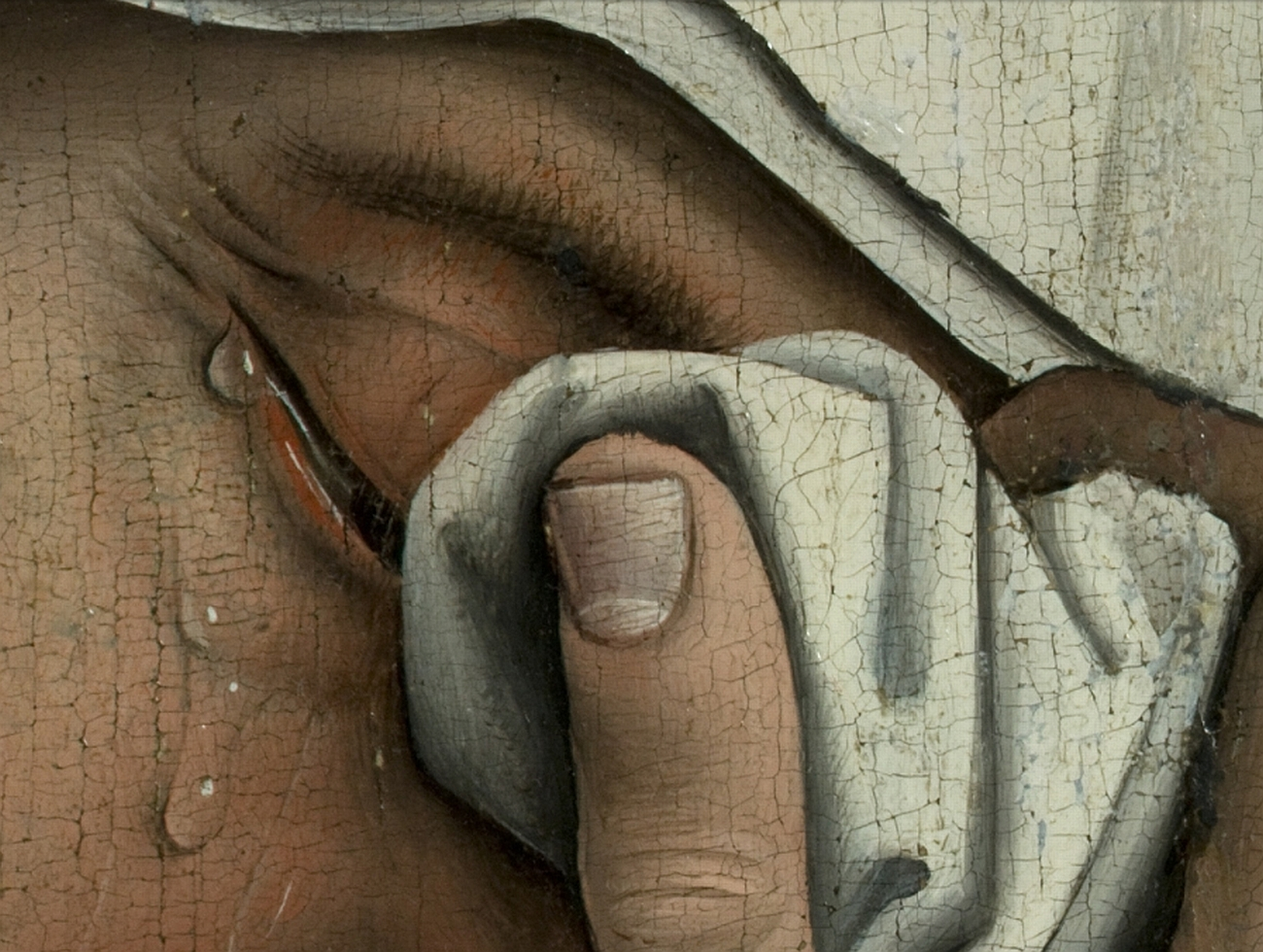
Detalhe da obra

É a tábua central de um tríptico, cujas alas laterais desapareceram. Trata-se de uma pintura a óleo sobre madeira. Tem forma retangular, com um saliente no centro da parte superior, no que se encontra a cruz e um jovem trepando na escada, que ajudou a baixar o cadáver.
 Roger van der Weyden confrontou-se com o problema de encaixar um grande número de personagens e uma cena de grande complexidade numa tábua de dimensões não muito grandes estipulada pelo comitente. O quadro mede uns 2,6 metros de largo por 2,2 de alto.
O tema é religioso, típico da pintura gótica: Cristo baixado da cruz. Os Evangelhos falam disso: José de Arimateia pediu a Pôncio Pilatos que lhe deixasse levar o corpo de Jesus Cristo para o enterrar. Apesar de o Novo Testamento não o descrever com detalhe, na pintura e na arte em geral foi profusamente representado.
Podem ser encontradas representações do tema já na pintura sobre madeira medieval. Os cravos já se tiraram e o corpo de Cristo é baixado da cruz, recebido pelos braços de José de Arimateia. Deu lugar a composições de apenas três figuras: Cristo, José de Arimateia e Nicodemo. Posteriormente foram acrescentadas personagens "auxiliares" entre elas, a Virgem Maria e o João Evangelista.
Rogier van der Weyden encaixa as figuras num espaço oblongo, em forma de urna. O fundo é liso, de ouro, elemento tipicamente gótico; deste jeito, as figuras parecem esculturas policromadas. Tradicionalmente, os retábulos escultóricos eram mais custosos e cotizados que os pintados; pode-se dizer que o artista recreou com trucos ópticos um grupo escultórico que resultasse muito mais caro. O fundo de ouro tem ademais um senso simbólico, como já tinha no Egito: simboliza a eternidade e é próprio do divino.
No primeiro plano, embaixo, há um pequeno fragmento de paisagem, com pequenas plantas, um osso alongado e uma caveira junto à mão de Maria desmaiada. Apresentar um pequeno moito vivo junto à caveira poderia aludir à vida depois da morte, tal e qual sustêm as crenças cristãs. A ausência de paisagem no restante do quadro centra toda a atenção nas figuras, que se alojam num espaço reduzido. Tal e qual se descreve nos Evangelhos, José de Arimateia envolve o corpo de Cristo num pano branco de linho, impregnado de substâncias aromáticas. Aparece um ancião de barba branca identificado como Nicodemo. José de Arimateia e Nicodemo sustêm o corpo exânime de Cristo com a expressão de consternação a que obriga o fenômeno da morte.
Há dois pares de figuras que se representam paralelamente: Maria Madalena e João nos extremos englobando o grupo numa espécie de parêntese, e a Virgem Maria e o seu filho Jesus Cristo no centro. Ao lado direito, Maria Madalena dobra-se, consternada pela morte de Cristo. É a figura mais conseguida de todo o quadro quanto à expressão do dor. Seu movimento corporal é repetido na nova figura de João, vestida de vermelho, na beira esquerda. Pela sua vez, a Virgem Maria é representada sofrendo um desfalecimento e dobrando-se. Jesus Cristo aparece na mesma posição que a sua mãe, o que significa que os dois sofrem a mesma dor, ilustrando assim na Compassio Mariae, isto é, no paralelismo entre as vidas de Cristo e a Virgem.
As figuras recreiam um grupo escultórico e ressaltam sobre o fundo liso. Ajudando o efeito de profundeza, o artista inclui em trompe-l’œil sendas tracerias góticas nos dois ângulos principais; estes ornamentos eram comuns em retábulos escultóricos e em nichos funerários. Sua composição axial vertical e horizontal, rigorosamente estruturada e equilibrada, inscreve-se num óvalo. As posições do braço de Jesus Cristo e da Virgem expressam as direções básicas da tábua. Pode traçar-se uma diagonal da cabeça do novo que liberou a Cristo até a Virgem e o pé direito de São João. Os rostos estão alinhados horizontalmente, alinhamento que vêm suavizado pela linha ondulada das expressões corporais das personagens.
A mensagem fundamental da obra é a Redenção dos homens através da Paixão. Pretendia-se comover o fiel, representando em toda a sua crudeza o corpo morto de Cristo, as suas feridas, o sofrimento da sua Mãe.
Van der Weyden representou Maria Madalena com um cinto que simboliza a virgindade e a pureza. Este cinturão encontra-se alinhado com os pés de Cristo e a cabeça da Virgem, e em ele aparece uma inscrição que faz referência a ambos: IHESVS MARIA. A vestimenta das personagens serve como símbolo da sua classe social. Nenhuma delas permitia representar as qualidades dos objetos e das telas como a pintura a óleo. Dessa maneira, Van der Weyden nesta pintura estende-se na concreção das qualidades e dependendo da classe social da personagem seleciona visão, seda, brocados, raso de azul, lápis-lazúli para a Virgem.
Outra amostra do preciosismo da pintura flamenga, graças aos avanços da técnica do óleo, amostra-se nas qualidades dos objetos. Até este momento a técnicas utilizadas na pintura eram o temple e o afresco ou pintura mural.
As roupagens e o chiaroscuro proporcionam os efeitos lumínicos. As cores frias caracterizam as personagens mais patéticas: as mulheres e o jovem subido na escada; os demais personagens vistem cores cálidas.
É um quadro cheio de simbolismo religioso. O pintor despregou nesta cena toda uma gama de esquisitos matizes e de doloridas expressões, com uma profunda emoção religiosa, provocando a emoção do espectador perante as expressões das personagens.